# 쩐의 전쟁 (일본의 드라마)
《쩐의 전쟁》(일본어: 銭の戦争)은 2015년 1월 6일부터 3월 17일까지 매주 화요일 22:00 ~ 22:54에 칸사이 TV 제작·후지 TV 계열의 〈화요 22시대〉에서 방송된 텔레비전 드라마이다. 주연은 쿠사나기 츠요시.

## 개요
본작은 한국의 텔레비전 드라마 《쩐의 전쟁》 (2007년 제작)을 원작으로, 칸사이 TV가 무대를 일본 도쿄로 바꿔 제작한 것이다.

## 캐스트

### 주요 인물
시라이시 토미오 (36) - 쿠사나기 츠요시 (소년 시절:사카이 텐마)
도쿄 대학 졸업. 〈크레디트 파트너즈 증권〉 전 사원.
콘노 미오 (26) - 오오시마 유코
히로시의 딸.
아오이케 코즈에 (27) - 키무라 후미노
토미오의 전 약혼자. 〈아오이케 파이낸스〉 호텔 부문 사원.

### 아카마츠 금융
아카마츠 다이스케 (45) - 와타베 아츠로
사장.
사쿠라다 신이치 (24) - 타카다 쇼 (쟈니즈 Jr.)
사원.
마도카 아카네 (22) - 신카와 유아
사원.

### 화이트 화학 (시라이시가(家))
시라이시 타카오 (66) - 시가 코타로
토미오의 아버지. 사장.
시라이시 미호코 (60) - 키노 하나
토미오의 어머니.
시라이시 코타로 (26) - 타마모리 유타 (특별 출연)
토미오의 남동생. 대학원생.

### 그 외
베니야 유조 (77) - 츠가와 마사히코
아카마츠의 스승.
아오이케 사와코 (68) - 주디 온그
코즈에의 할머니. 〈아오이케 파이낸스〉 경영자.
콘노 히로시 (58) - 오오스기 렌
미오의 아버지. 토미오의 고교 시절 은사.

## 스태프
- 원작 - 박인권 《쩐의 전쟁》
- 각본 - 고토 노리코
- 음악 - 칸노 유고
- 연출 - 미야케 요시시게, 시라키 케이치로, 스즈키 코스케
- 주제가 - SMAP 〈화려한 역습〉 (빅터 엔터테인먼트)
- 내레이션 - 마츠모토 신이치로
- 오프닝 타이틀 - 쿠마모토 나오키
- 액션 코디네이터 - 쿠리타 마사아키, 오오타니 토모코
- 리갈 어드바이저 - 우에다 다이스케
- 원안 드라마 - 《쩐의 전쟁》 (각본 - 이향희)
- 한국 코디네이트 - Teddy Works
- 취재 협력 - 파이낸셜 인스티튜트
- 치프 프로듀서 - 카사오키 타카히로
- 프로듀서 - 미야케 요시시게, 카사이 히데유키
- 콘텐츠 프로듀서 - 카와무라 테츠야
- 라인 프로듀서 - 오오시로 테츠야
- 제작 협력 - 지니어스
- 제작 저작 - 칸사이 TV

## 방송 날짜
| 각 화                                                       | 방송일         | 부제 (서브 타이틀) | 연출            | 시청률 |
| ----------------------------------------------------------- | -------------- | --- | --------------- | ------ |
| 제1화                                                       | 2015년 1월 6일 | 첫회는 2시간 SP- 엘리트가 빚 지옥에 급전락…사랑, 돈, 인생 전부 되찾다! 장렬한 복수극이 오늘 밤 개막!                     | 미야케 요시시게 | 14.1%  |
| 제2화                                                       | 1월 13일       | 빚 지옥의 홈리스로 전락…역습이다! 기어올라라! 나의 인생, 돈으로 되산다                                                   | 미야케 요시시게 | 11.9%  |
| 제3화                                                       | 1월 20일       | 사금융 시동…이 세상은 사랑보다 돈? 은사에게 비정한 징수…대금을 벌어라! 출세하라!                                         | 시라키 케이치로 | 12.1%  |
| 제4화                                                       | 1월 27일       | 일확천금으로 빚 반제? 야쿠자에게 미회수 1억 엔 받으러 간다! 애증…전 약혼자의 위험한 덫                                   | 미야케 요시시게 | 13.1%  |
| 제5화                                                       | 2월 3일        | 진상 발각! 아버지와 아카마츠 금융에 설마했던 인연… 아버지는 그 녀석에게 살해당했다!? 복수다!                             | 시라키 케이치로 | 12.6%  |
| 제6화                                                       | 2월 10일       | 마침내 발발! 돈의 원한은 돈으로 복수다! 지략으로 공격해라!                                                               | 미야케 요시시게 | 11.9%  |
| 제7화                                                       | 2월 17일       | 난공불락! 숙적이 감추는 대금을 빼앗아라… 애증의 가속                                                                     | 스즈키 코스케   | 14.4%  |
| 제8화                                                       | 2월 24일       | 새로운 적! 진짜 악은 누구… 사랑에 농락당하는 여자                                                                        |                 | 12.6%  |
| 제9화                                                       | 3월 3일        | 숙적의 역습에 전 약혼자와 결탁! 지하에 감춰진 20억 엔을 둘러싼 공방… 약탈 결행이다! 아버지의 회사를 놈에게 건네지 말아라 |                 | 14.0%  |
| 제10화                                                      | 3월 10일       | 강탈 20억…배로 벌어 아버지의 회사를 되찾아라! 복수 종결로                                                                |                 | 13.9%  |
| 최종화                                                      | 3월 17일       | 최종회 20억의 책략! 복수 전부 끝나다…사랑의 결단                                                                         |                 | 15.4%  |
| 평균 시청률 13.4% (시청률은 칸토 지구·비디오 리서치사 조사) |                | |                 |        |

- 첫회는 2시간 스페셜 (21:00 ~ 22:48).
- 제2화는 15분 지연 (22:15 ~ 23:10).
- 제10화·최종화는 15분 확대 (22:00 ~ 23:09).

## 같이 보기
- 쩐의 전쟁